# 요미우리 일본 교향악단
요미우리 일본 교향악단(독매일본교향악단, 일본어: 読売日本交響楽団, Yomiuri Nippon Symphony Orchestra)은 일본의 관현악단으로, 신문사 소유의 악단으로는 세계 최초이다. 1962년 4월에 요미우리신문 산하의 요미우리 텔레비전과 민간 방송국인 NTV의 공동 출자로 창단되었고, 그 해 9월 미국인 지휘자 윌리스 페이지의 지휘로 첫 연주회를 가졌고, 일본 악단으로는 이례적으로 독일인 바이올리니스트인 볼프강 슈탄포르겐을 악장으로 영입해 화제가 되었다.
1963년 2월에는 아람 하차투리안이 바이올리니스트 레오니드 코간과 내일해 공연하는 등 초기부터 해외 유명 음악인들의 객원 출연이 활발했고, 레오폴드 스토코프스키와 한스 슈미트-이세르슈테트, 안탈 도라티, 귄터 반트, 세르주 첼리비다케, 쿠르트 잔데를링, 쿠르트 마주어, 로린 마젤 등도 객원 지휘자로 출연했다. 1967년에는 아서 피들러의 지휘로 미국과 캐나다 순회 공연을 했고, 1971년과 1981년, 1993년, 1997년 네 차례의 유럽 공연과 타이 국왕 즉위 50주년 기념 공연, 중일 국교 수립 25주년 기념 중국 공연 등으로 해외에 여러 차례 소개되었다.
현대 음악 작품을 의욕적으로 다루어 크시슈토프 펜데레츠키의 '누가 수난곡' 과 루토스와프스키의 '관현악을 위한 협주곡', 쇤베르크의 '구레의 노래' 등을 일본 초연하기도 했다. 1979년부터 1995년까지는 한 시즌당 1회씩 겐나디 로제스트벤스키의 지휘로 일본 최초의 쇼스타코비치 교향곡 전곡 연주회 시리즈를 개최했고, 니시무라 아키라와 다케미쓰 도루, 미요시 아키라 등의 저명 작곡가들에게 신작을 위촉해 초연하는 등 일본 관현악 창작의 기폭제 역할도 했다.
산토리홀에서 개최하는 시즌당 11회의 정기연주회와 12회의 명곡 시리즈, 도쿄 예술극장에서 개최하는 11회의 명곡 시리즈와 12회의 마티네 시리즈(정오 음악회) 네 종류의 정기 공연과 가족 음악회, 여름 음악회, 대판 정기 연주회, 연말의 베토벤 교향곡 제 9번 연주회, 오페라의 콘서트 형식 공연 등을 진행하고 있다. 2001년 3월부터는 상임 지휘자였던 게르트 알브레히트가 청중들을 상대로 강의를 곁들여 진행하는 '렉처 콘서트'를 개최해 화제가 되기도 했다.
창단 때부터 방송사와 긴밀한 관계를 맺고 있었기 때문에 NTV의 텔레비전 중계로도 유명하며, '나의 음악회' 등의 텔레비전 프로그램용 연주회를 통해 일본 국내외의 유명 솔리스트가 출연하는 연속 공연에도 출연하면서 일본 클래식 감상 인구의 증가에도 큰 역할을 했다.

## 역대 지휘자 목록
- 윌리스 페이지 (1962-1965 상임 지휘자)
- 와카스기 히로시 (1965-1977? 상임 지휘자)
- 라파엘 프뤼벡 데 부르고스 (1980-1983 상임 지휘자, 1983-1990 수석 객원 지휘자, 1990- 명예 지휘자)
- 오타카 다다아키 (1992-1998 상임 지휘자, 1998- 명예 객원 지휘자)
- 게르트 알브레히트 (1998-2007 상임 지휘자, 2007- 계관 지휘자)
- 스타니스와프 스크로바체프스키 (2007-2010/03 상임 지휘자)
- 실뱅 캉브를랭 (2010/04 - 상임 지휘자)
- 시모노 다쓰야 (2006- 정지휘자)
- 쿠르트 마주어 (1979- 명예 지휘자)
- 쿠르트 잔데를링 (1979- 명예 지휘자)
- 겐나디 로제스트벤스키 (1990- 명예 지휘자)

## 같이 보기
- 요미우리 신문